# 越野涼
越野涼（日语：こしの りょう，1967年9月—），日本漫畫家。出身於新潟縣三條市。
1987年參加講談社舉辦的Morning四季獎冬季盃入圍佳作。大學畢業後到1994年為止在廣告公司上班。
2004年4月至2010年首次在講談社的旗下雜誌《Mornig》連載《白衣天使葵》。

## 作品列表
※未標示出版社說明由講談社發行。
- 白衣天使葵《Ns'》（《週刊Morning》，2004年－2010年，全32冊）東立出版社
- 投資顧問 有利子（《Comic CHARGE（日语：コミックチャージ）》，角川書店）－擔任作畫
- 小鎮醫生 JUMBO!!（日语：町医者ジャンボ!!）《!!》（《週刊現代》，2011年－2015年，全16冊）
- 新抗體物語（協和發酵Kirin（日语：協和発酵キリン））－網路漫畫（月一連載中）
- HANA♪（日本看護聯盟 機關誌《N∞ [infini]》2006年－連載中）
- （《週刊現代》2015年－連載中）
- Dr.阿修羅（日本文藝社（日语：日本文芸社）《週刊漫畫Goraku（日语：週刊漫画ゴラク）》，2015年－2016年，全3冊）

## 相關項目

### 師承
- 尾瀨朗

### 助手
- 小山宙哉
- 今日真智子（日语：今日マチ子）
- 川田（日语：川田 (漫画家)）
- 羽賀翔一（日语：羽賀翔一）

## 外部連結
- 越野涼的官方個人網站 （页面存档备份，存于） （日語）[永久]
- （日語）－越野涼的官方個人部落格。
- 越野涼的X（前Twitter） （日語）